# Kleszczów (Petite-Pologne)
Pour les articles homonymes, voir Kleszczów.
Kleszczów est une localité polonaise de la gmina de Zabierzów, située dans le powiat de Cracovie en voïvodie de Petite-Pologne.